# 原宿メモリー
「原宿メモリー」（はらじゅくメモリー）は、1984年7月5日に発売された高田みづえの23枚目のシングル。

## 解説
- 作詞は、高田のデビュー曲「硝子坂」のB面曲「DÔMO DÔMO」以来久々となる三浦徳子（当時・みうらよしこ名義、作詞家デビュー作）、作曲は、元・スペクトラムの新田一郎が、それぞれ手掛けた。
- 1984年5月21日にリリースされた新田一郎の4thアルバム「四番・福助」の収録曲「原宿心中」のタイトル、及び一部の歌詞を変えて、高田がカバーする形となった。

## 収録曲
1. 原宿メモリー（3分4秒）
作詞：三浦徳子／作曲：新田一郎／編曲：大谷和夫
2. 鏡の中（3分25秒）
作詞・作曲：藤田久美子／編曲：若草恵